# Pseudotoevalsbitrij
Een pseudotoevalsbitrij, vaak verkort aangeduid met PRBS, van het Engelse pseudo random binary sequence, is een rij bits die, populair gezegd, erg lijkt op een willekeurig gegenereerde rij bits, waarin  elke volgende bit onafhankelijk is van de alle vorige en waarin geen structuur zit. Hoewel in een PRBS moeilijk enige structuur valt te ontdekken, is de rij deterministisch gegenereerd en volledig reproduceerbaar. Een PRBS lijkt in zekere zin op witte ruis, en wordt vanwege deze eigenschap en de reproduceerbaarheid als alternatief voor witte ruis als maximum-lengtereeks  toegepast in onder andere de communicatietechniek voor het testen van overdrachtskanalen in de regeltechniek voor de analyse van de impulsrespons. Een PRBS kan gegenereerd worden met een lineair teruggekoppeld schuifregister, vaak aangeduid met linear feedback shift register. 

## Definitie
Een pseudotoevalsbitrij (PRBS) is een rij {\displaystyle b_{1},\ldots ,b_{n}} van {\displaystyle n} bits, die indien nodig periodiek voortgezet wordt gedacht, waarvan de  autocorrelatiefunctie
{\displaystyle R(k)=\sum _{j=1}^{n}b_{j}b_{j+k}}
slechts twee waarden aanneemt, en wel:
{\displaystyle R(k)={\begin{cases}m,{\mbox{ voor }}k=0\,\,\,{\mbox{(geldt voor iedere bitrij)}}\\\\m\cdot {\frac {m-1}{n-1}},{\mbox{ elders }}\end{cases}}}
waarin m het aantal enen in de bitrij is, dus {\displaystyle m=\sum _{j=1}^{n}b_{j}}. 
Het getal {\displaystyle {\frac {m-1}{n-1}}} wordt de duty cycle van de PRBS genoemd, vergelijkbaar met de duty cycle van een continue-tijdsignaal. 